# Plesiodryininae
Plesiodryininae es una subfamilia de insectos de la familia Dryinidae.

## Géneros
- Plesiodryinus Olmi 1987